# Nicole Fessel
Pour les articles homonymes, voir Fessel.

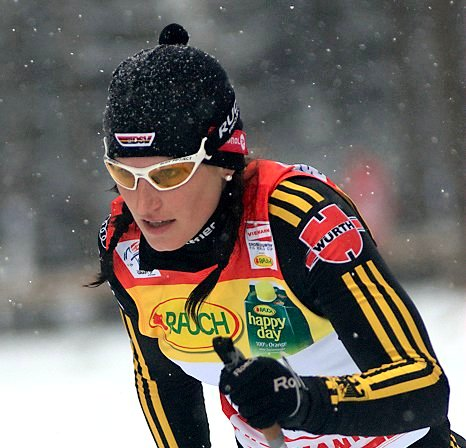
Nicole Fessel au Tour de ski 2010.

Nicole Fessel, née le 19 mars 1983 à Annweiler am Trifels, est une fondeuse allemande.

## Biographie
Membre du club d'Oberstdorf, elle fait ses débuts internationaux en 2000 aux Championnats du monde junior, terminant dixième du sprint. En 2001, elle signe son premier podium en Coupe continentale, puis devient vice-championne du monde junior du sprint à Schonach en 2002, puis championne du monde junior du sprint en 2003. En 2003, Fessel apparaît en 
Coupe du monde, marquant directement ses premiers points (24e du sprint à Düsseldorf). En 2005, elle prend part aux Championnats du monde sur son terrain d'entraînement Oberstdorf, pour se classer 55e du dix kilomètres.
En janvier 2009, elle signe son premier podium en Coupe du monde au sprint par équipes à Vancouver avec Stefanie Böhler. C'est en fin d'année 2010 lors du Nordic Opening, qu'elle atterrit sur le podium avec une deuxième place sur la poursuite (10 km libre) à Kuusamo.
En 2013, elle a obtenu son premier podium individuel à part entière lors d'un skiathlon 2 × 7,5 km à Sotchi.
En 2014, elle est médaillée de bronze en relais aux Jeux olympiques de Sotchi avec Stefanie Böhler, Claudia Nystad et Denise Herrmann, puis monte sur un deuxième podium en Coupe du monde quelques mois plus tard lors du 10 km libre de Davos. 
Pour sa dernière compétition mondiale, les Jeux olympiques d'hiver de 2018 à Pyeongchang, elle prend la dixième place du sprint par équipes.

## Palmarès

### Jeux olympiques d'hiver
| Épreuve / Édition   | Sprint                           | Sprint                           | 10 km                            | 10 km                            | Poursuite / Skiathlon 2 × 7,5 km | 30 km | Relais | Relais                              |
| Épreuve / Édition   | libre                            | classique                        | libre                            | classique                        | Poursuite / Skiathlon 2 × 7,5 km | 30 km | Sprint | 4 × 5 km                            |
| JO 2006 Turin       | 31e                              | Épreuve inexistante à cette date | Épreuve inexistante à cette date | —                                | —                                | 48e   | —      | —                                   |
| JO 2010 Vancouver   | Épreuve inexistante à cette date | 17e                              | —                                | Épreuve inexistante à cette date | 22e                              | —     | —      | —                                   |
| JO 2014 Sotchi      | —                                | Épreuve inexistante à cette date | Épreuve inexistante à cette date | 23e                              | 14e                              | DNF   | —      | Médaille de bronze, Jeux olympiques |
| JO 2018 Pyeongchang | Épreuve inexistante à cette date | —                                | —                                | Épreuve inexistante à cette date | DNS                              |       | 10e    | —                                   |

Légende :
- : troisième place, médaille de bronze
- : pas d'épreuve
- — : Non disputée par Fessel
- DNF : abandon
- DNS : non-partante

### Championnats du monde
| Épreuve / Édition           | Sprint                           | Sprint                           | 10 km                            | 10 km                            | Poursuite / Skiathlon 2 × 7,5 km | 30 km | Relais | Relais   |
| Épreuve / Édition           | libre                            | classique                        | libre                            | classique                        | Poursuite / Skiathlon 2 × 7,5 km | 30 km | Sprint | 4 × 5 km |
| Mondiaux 2005 Oberstdorf    | Épreuve inexistante à cette date | —                                | 55e                              | Épreuve inexistante à cette date | —                                | —     | —      | —        |
| Mondiaux 2007 Sapporo       | Épreuve inexistante à cette date | 15e                              | —                                | Épreuve inexistante à cette date | —                                | —     | —      | —        |
| Mondiaux 2009 Liberec       | 15e                              | Épreuve inexistante à cette date | Épreuve inexistante à cette date | —                                | —                                | —     | —      | —        |
| Mondiaux 2011 Oslo          | 15e                              | Épreuve inexistante à cette date | Épreuve inexistante à cette date | —                                | 7e                               | 7e    | 7e     | 5e       |
| Mondiaux 2013 Val di Fiemme | Épreuve inexistante à cette date | 12e                              | 25e                              | Épreuve inexistante à cette date | 22e                              | 5e    | —      | 7e       |
| Mondiaux 2015 Falun         | Épreuve inexistante à cette date | —                                | 46e                              | Épreuve inexistante à cette date | —                                | —     | 4e     | 6e       |
| Mondiaux 2017 Lahti         | —                                | Épreuve inexistante à cette date | Épreuve inexistante à cette date | 16e                              | —                                | 21e   | 6e     | —        |

Légende :
- : pas d'épreuve
- — : Non disputée par Fessel

### Coupe du monde
- Meilleur classement général : 8e en 2015.
- 4 podiums : 
  - 2 podiums en épreuve individuelle : 1 deuxième place et 1 troisième place.
  - 2 podiums en épreuve par équipes : 1 deuxième place et 1 troisième place.
- 1 podium sur une étape de tour : 1 deuxième place.

#### Classements en Coupe du monde
| Année/Classement | Année/Classement | Général | Général | Sprint | Sprint | Distance | Distance |
| ---------------- | ---------------- | ------- | ------- | ------ | ------ | -------- | -------- |
| Année/Classement | Année/Classement | Class.  | Points  | Class. | Points | Class.   | Points   |
| 2002-03          | 2002-03          | 73e     | 18      | 52e    | 18     | -        | -        |
| 2003-04          | 2003-04          | 69e     | 24      | 43e    | 24     | -        | -        |
| 2004-05          | 2004-05          | 84e     | 10      | 61e    | 10     | -        | -        |
| 2005-06          | 2005-06          | 53e     | 75      | 27e    | 75     | -        | -        |
| 2006-07          | 2006-07          | 36e     | 105     | 21e    | 100    | 70e      | 8        |
| 2007-08          | 2007-08          | 44e     | 80      | 30e    | 77     | 67e      | 3        |
| 2008-09          | 2008-09          | 52e     | 82      | 33e    | 82     | -        | -        |
| 2009-10          | 2009-10          | 48e     | 151     | 29e    | 96     | 45e      | 55       |
| 2010-11          | 2010-11          | 17e     | 420     | 33e    | 69     | 20e      | 203      |
| 2011-12          | 2011-12          | 17e     | 561     | 23e    | 154    | 17e      | 299      |
| 2012-13          | 2012-13          | 22e     | 369     | 49e    | 30     | 19e      | 228      |
| 2013-14          | 2013-14          | 43e     | 143     | 42e    | 55     | 32e      | 78       |
| 2014-15          | 2014-15          | 8e      | 565     | -      | -      | 6e       | 399      |
| 2015-16          | 2015-16          | 22e     | 399     | 18e    | 307    | 64e      | 4        |
| 2016-17          | 2016-17          | 18e     | 435     | 12e    | 313    | -        | -        |
| 2017-18          | 2017-18          | 43e     | 138     | 22e    | 138    | -        | -        |

### Championnats du monde junior
- Médaille d'or en sprint en 2003.
- Médaille d'argent en sprint en 2002.

### Championnats du monde des moins de 23 ans
- -  Médaille de bronze en sprint en 2006 à Kranj.

### Coupe OPA
- 14 podiums, dont 8 victoires.